# Treron chloropterus
Il piccione verde delle Andamane (Treron chloropterus Blyth, 1845) è un uccello della famiglia dei Columbidi diffuso nelle isole Andamane e Nicobare.